# Catherine de Bourbon

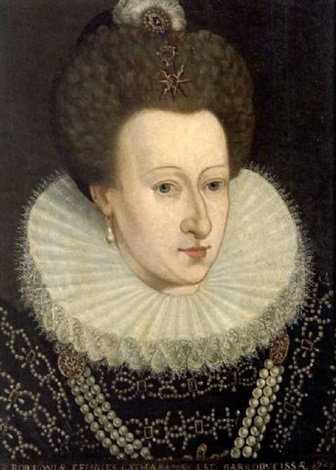
Catherine de Bourbon

Catherine de Bourbon (* 7. Februar 1559 in Paris; † 13. Februar 1604 in Nancy) war die Ehefrau Heinrichs II., des späteren Herzogs von Lothringen und Bar. Von 1577 bis 1592 vertrat sie als Regentin ihren Bruder, den französischen König Heinrich IV., im Königreich Navarra.

## Leben
Catherine war die Tochter des Antoine de Bourbon und der navarresischen Königin Jeanne d’Albret, also eine jüngere Schwester des französischen Königs Heinrich IV. Sie war eine hochgebildete Prinzessin, aber von schwacher Gesundheit. Wenn keine Krankheit sie ans Bett fesselte, begleitete sie oft ihre Mutter auf deren zahlreichen Reisen durch Navarra. Sie wurde durch den religiösen Eifer ihrer Mutter, die sie schon als 13-Jährige am 9. Juni 1572 verlor, geprägt und blieb zeitlebens eine überzeugte Calvinistin. Sie ging anlässlich der Heirat Heinrichs (IV.) mit Margarete von Valois nach Paris und musste wie ihr Bruder nach der Bartholomäusnacht am 24. August 1572 den katholischen Glauben annehmen. Nach der Flucht ihres Bruders durfte sie den französischen Hof verlassen und Heinrich (IV.) in Béarn wiedertreffen. Sie nahm sofort wieder ihren alten Glauben an (1576). 1577 wurde sie von ihrem Bruder zur Regentin von Navarra ernannt und blieb bis 1592 in dieser Position. Für die Verteidigung ihres Landes während der Kriege gegen die Heilige Liga trug sie umfassend Sorge, wie ihre Korrespondenz mit den Offizieren Heinrichs (IV.) belegt.
Wegen Catherines Festhalten an ihrer Religion scheiterten eine Reihe von Heiratsprojekten: So warb etwa der Herzog von Alençon vergeblich um sie. Außerdem stand ihre Vermählung mit König Philipp II. von Spanien (1580), Herzog Karl III. von Lothringen (1581) und Herzog Karl Emanuel I. von Savoyen (1583) im Raum. Sie wohnte zu dieser Zeit abwechselnd in Pau und in Nérac und begleitete häufig ihren Bruder. Aufgrund der Kriegsvorbereitungen gegen die Katholische Liga musste sich Catherine 1585 nach Navarrenx, dem einzigen befestigten Platz des Fürstentums, begeben. Seit Frühling 1588 lebte sie aber fast ständig in Pau. Nachdem Heinrich IV. 1589 den französischen Thron bestiegen hatte, wurde Catherine zur Herzogin von Albret und Gräfin von Armagnac ernannt. Seit etwa 1587 war sie in ihren Vetter Charles de Bourbon-Condé, comte de Soissons, verliebt und gab ihm ein heimliches Heiratsversprechen; und der Umworbene erwiderte offenbar ihre Liebe. 1592 kam er in Pau an, zweifellos um Catherine zu heiraten oder mitzunehmen. Doch Heinrich IV. verweigerte seine Zustimmung, weil er an der Loyalität des Grafen von Soissons zweifelte, und ließ diesen am 6. April 1592 im Schloss von Pau festnehmen. Zuvor hatte Catherine die Heiratsanträge des schottischen Königs Jakob VI. (1588) und des Herzogs Christian von Anhalt (1591) abgelehnt. 1596 wies sie auch die Hand des Herzogs Henri de Bourbon, duc de Montpensier, zurück.
Heinrich IV. hatte seine Schwester Catherine aufrichtig gern und lieh ihr Geld oder verlangte Schmuck als Pfand für weitere Anleihen. Sie blieb eine überzeugte Calvinistin und trat gegen den Übertritt ihres Bruders Heinrich IV. zum katholischen Glauben (1593) ein. Dennoch wurde sie eine gute Freundin der Mätresse ihres Bruders, der Katholikin Gabrielle d’Estrées, und befürwortete überraschenderweise eine Heirat des Paares. Die Bemühungen von Catherine und Gabrielle d’Estrées trugen zum Erlass des Edikts von Nantes 1598 bei, das die religiöse Freiheit der Hugenotten in Frankreich anerkannte.
1594 hatte Heinrich IV. seine Schwester Catherine nach Paris rufen lassen, um ihr mitzuteilen, dass er sie zur Ehefrau des Erben des lothringischen Throns, Heinrich II. von Lothringen, ausersehen hatte. Als Teil des Friedens von Saint-Germain-en-Laye zwischen Heinrich IV. und Herzog Karl III. von Lothringen war nämlich die Ehe von dessen ältestem Sohn Heinrich (II.) mit Catherine vereinbart worden. Der Heiratsvertrag wurde am 13. Juli 1598 unterschrieben. Doch Catherine blieb ihrem calvinistischen Glauben treu und lehnte eine Konversion zum Katholizismus ab, während ihr Gatte ein fundamentalistischer Katholik war. Deshalb war zur Erlaubnis der Eheschließung wegen der unterschiedlichen Glaubensbekenntnisse der Ehepartner ein päpstlicher Dispens nötig, den Clemens VIII. aber am 29. Dezember 1598 ausdrücklich ablehnte. Der verärgerte französische König schüchterte den Erzbischof von Reims ein, damit dieser die Ehe doch autorisierte. So konnte die Hochzeit am 30. Januar 1599 in Saint-Germain-en-Laye stattfinden. Catharine war über ihre Ehe aber nicht glücklich und oft krank. Ihr Bruder verschärfte den Druck auf den Papst, um den Dispens zu erhalten, aber ebenso auf seine Schwester, zum Katholizismus zu konvertieren. Doch Catherine leistete dem vom König gesandten Kardinal Jacques-Davy Duperron Widerstand und stritt deswegen auch mit ihrem Bruder. Sie ließ sogar calvinistische Pfarrer zu sich holen. Nach fünfjähriger kinderloser Ehe starb sie, kurz nachdem der Papst den Dispens erteilt hatte.